# أغرم البالي (تافجيغت)
أغرم البالي هو دُوَّار يقع بجماعة تافجيغت، إقليم صفرو، جهة فاس مكناس في المملكة المغربية. ينتمي الدوّار لمشيخة تافجيغت التي تضم 10 دواوير. يقدر عدد سكانه بـ 223 نسمة حسب الإحصاء الرسمي للسكان والسكنى لسنة 2004.

## روابط خارجية
- البوابة الوطنية للجماعات الترابية
- المندوبية السامية للتخطيط